# 대니 콜린스
대니얼 루이스 콜린스(Daniel Lewis Collins, 1980년 8월 6일 ~ )는 웨일스의 전 축구 선수이다. 포지션은 센터백이었다.